# اینگلهایم آم راین
شهر اینگلهایم آم رایندر ایالت راینلند-فالتز در کشور آلمان واقع شده‌است.

## نگارخانه

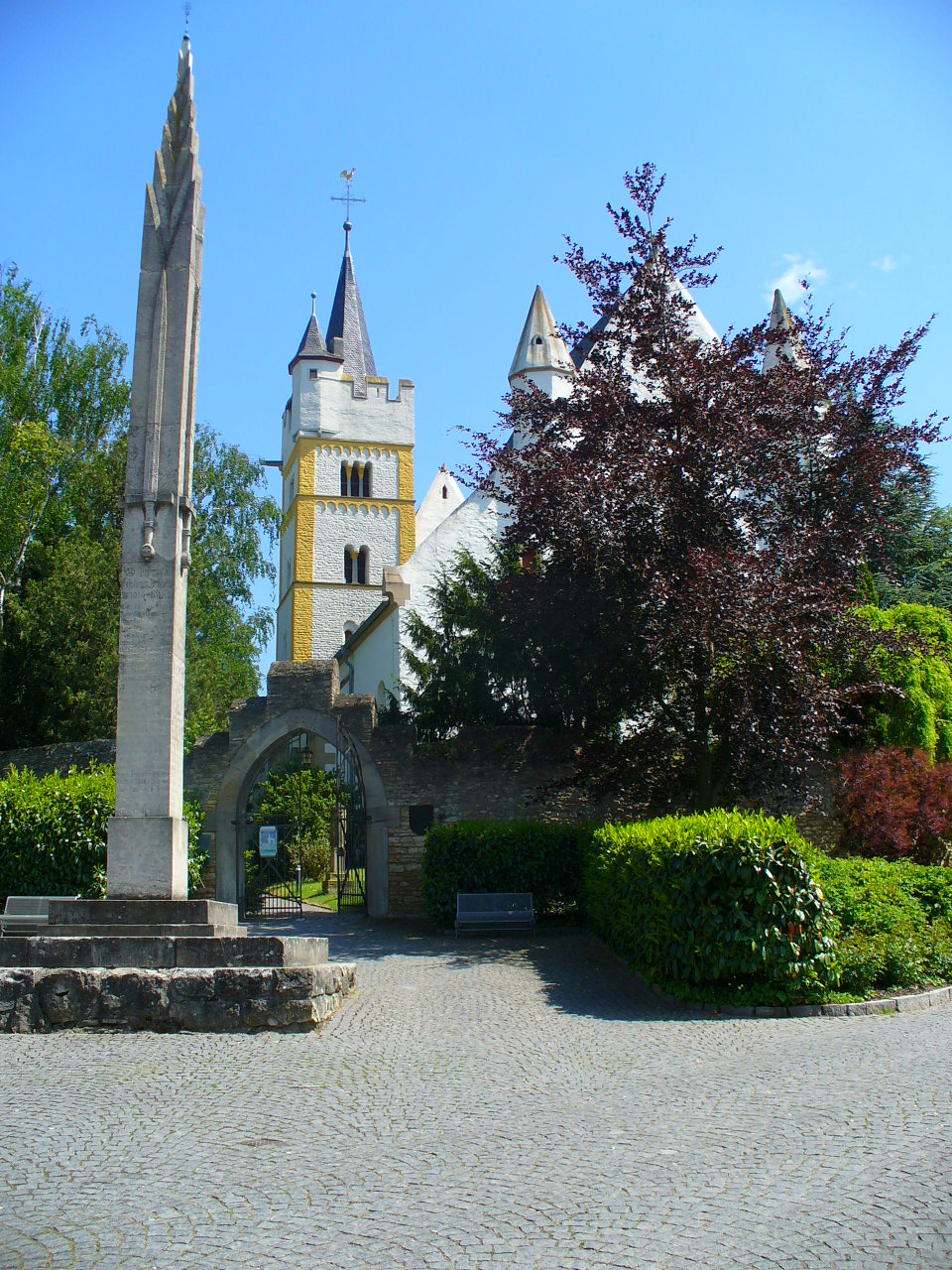
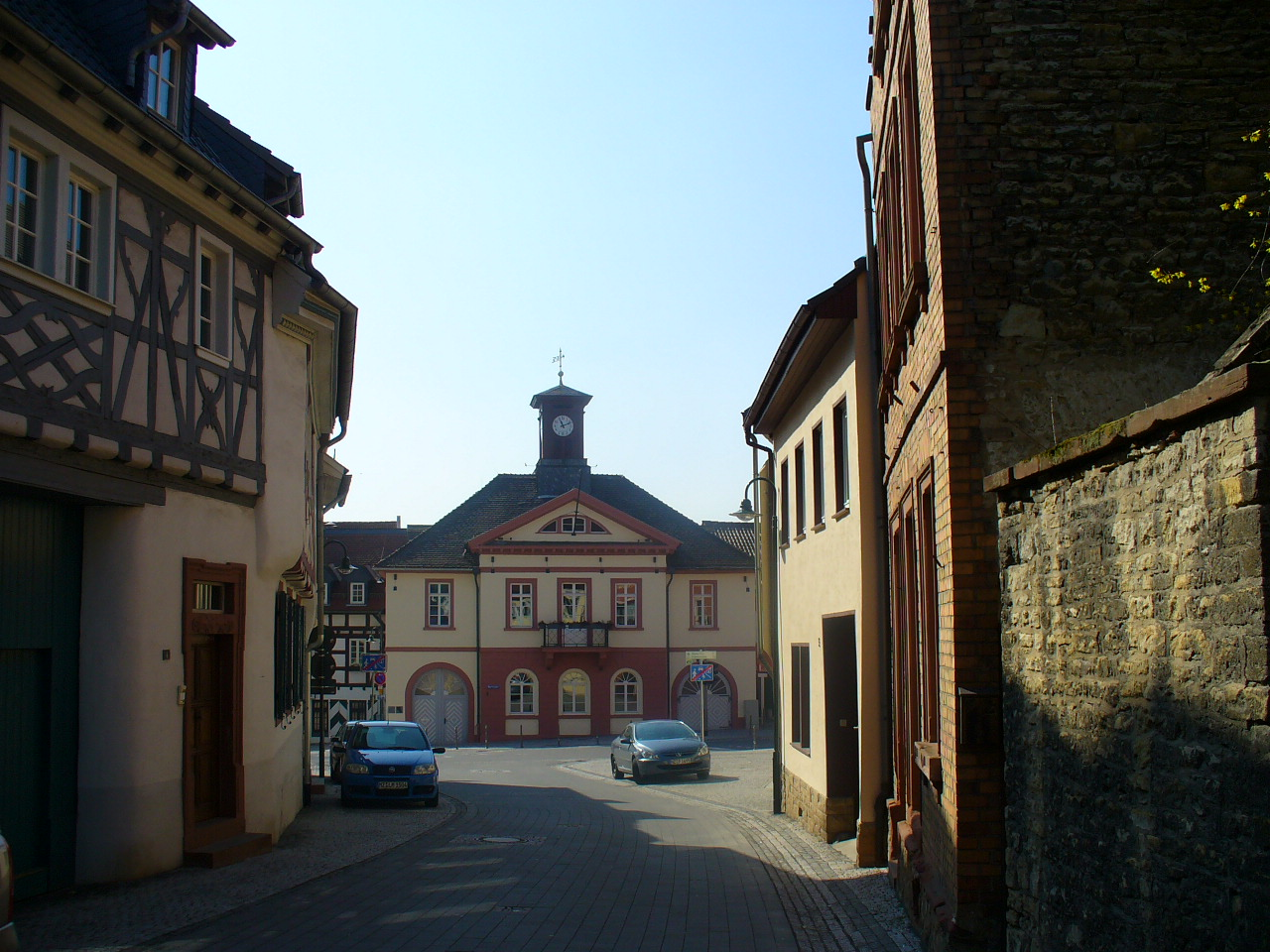
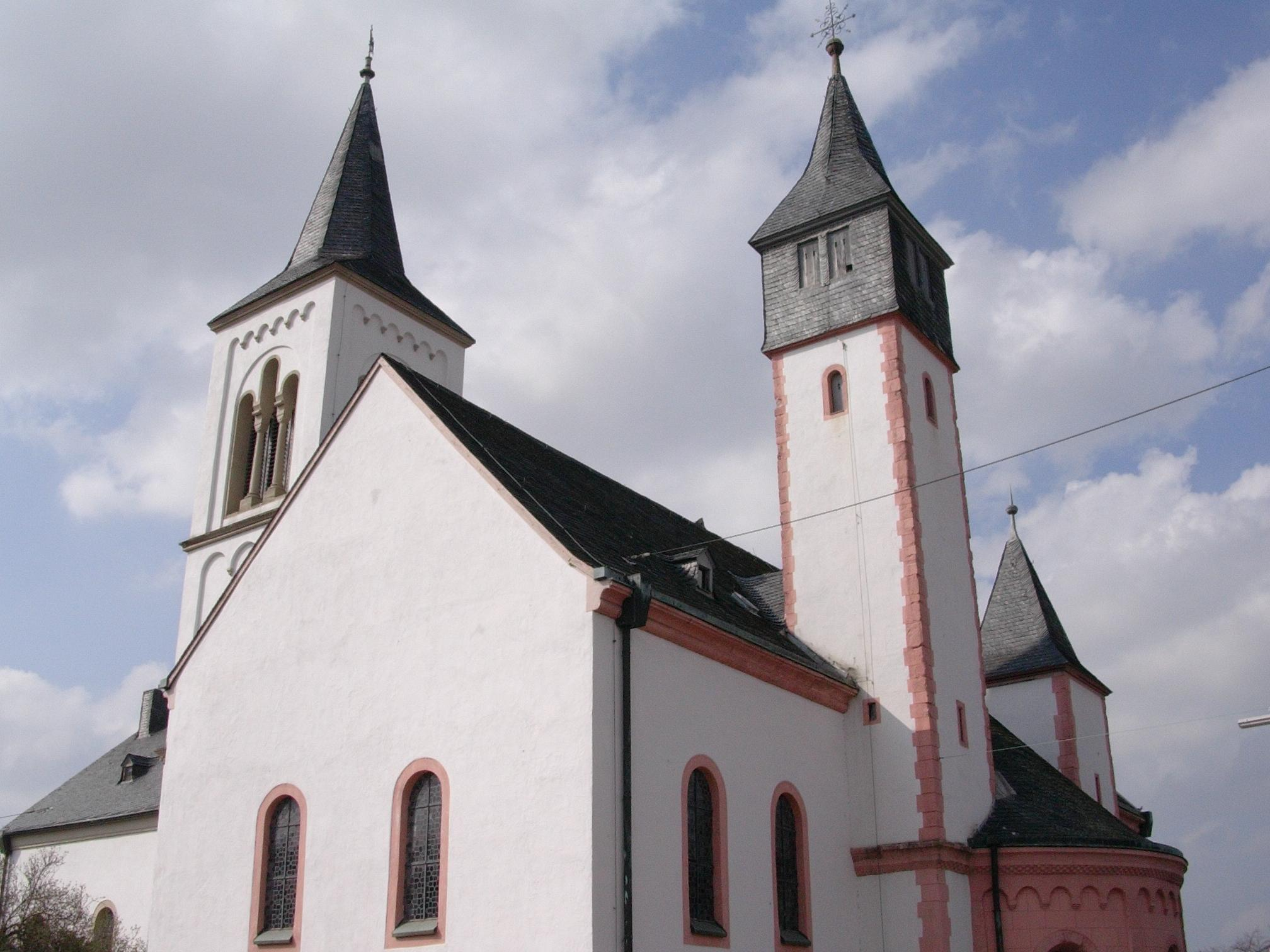
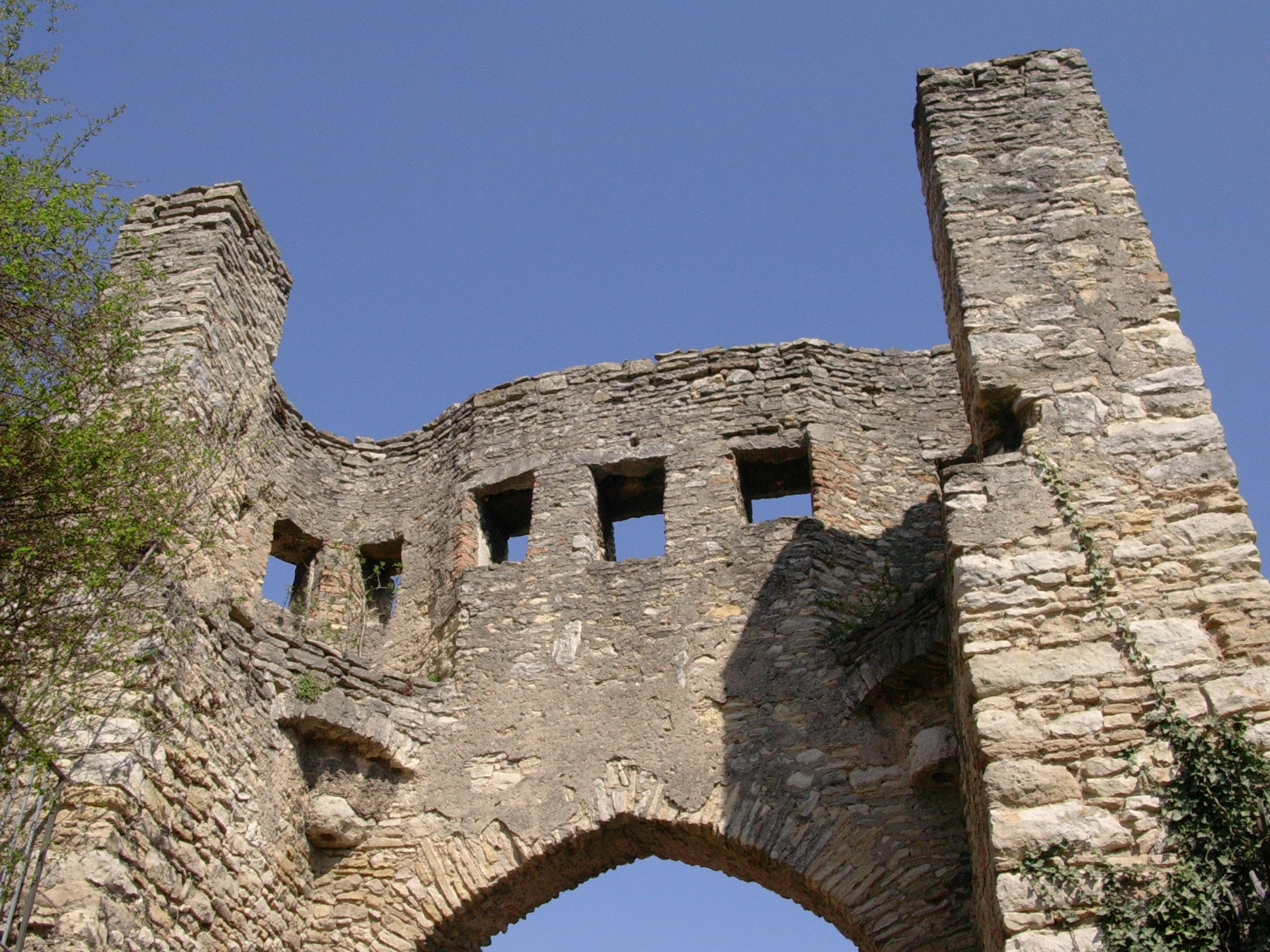
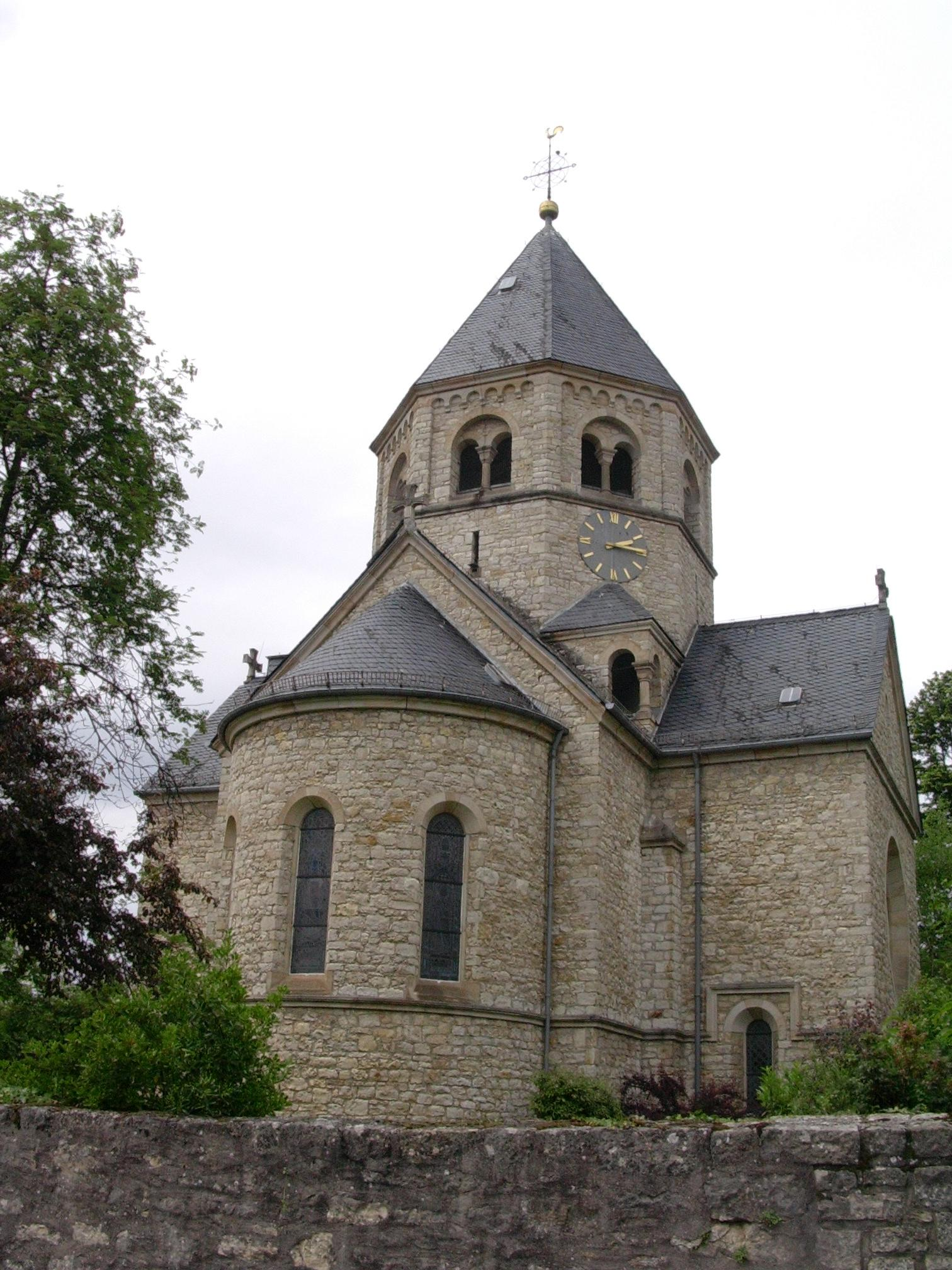
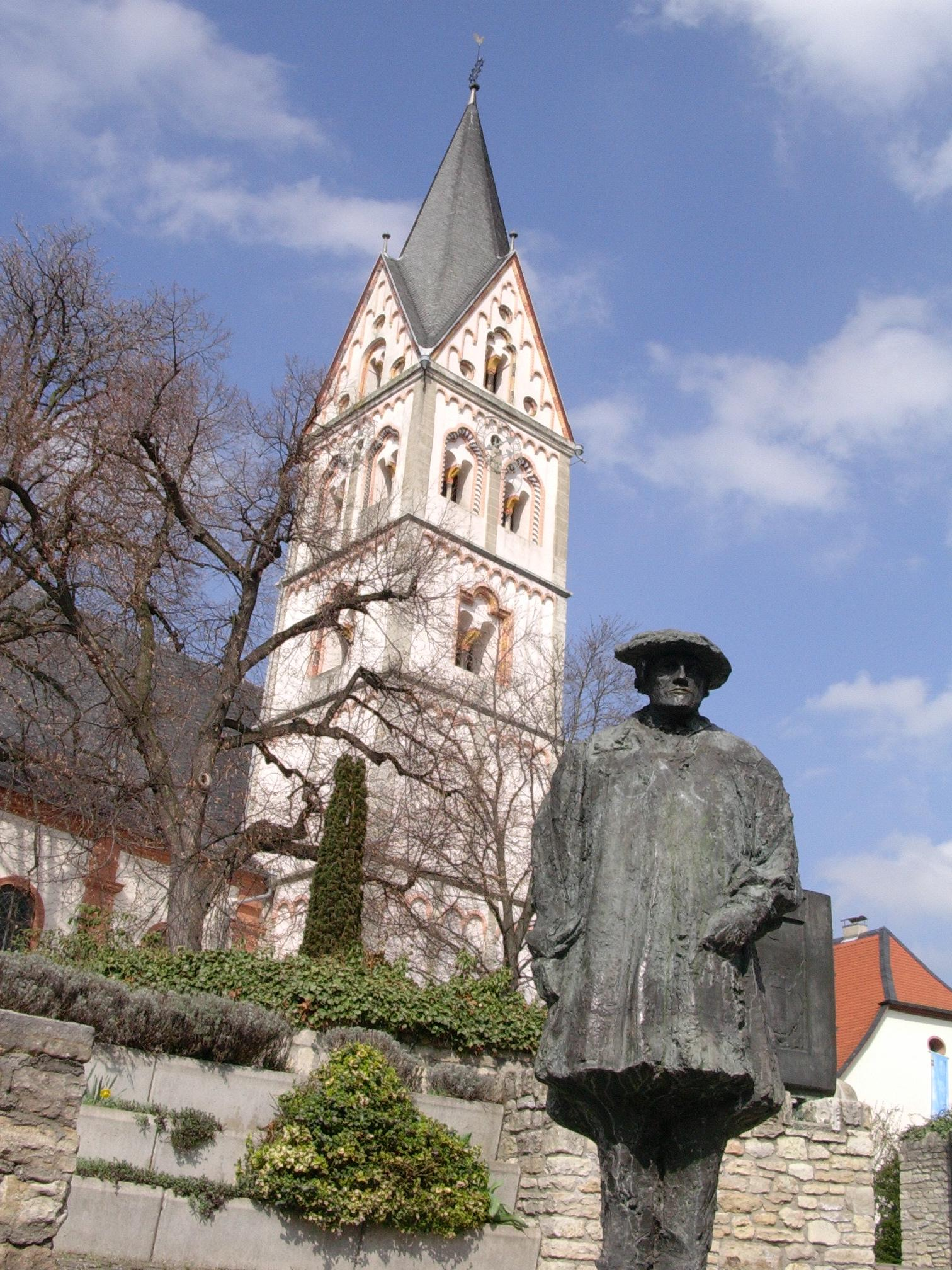
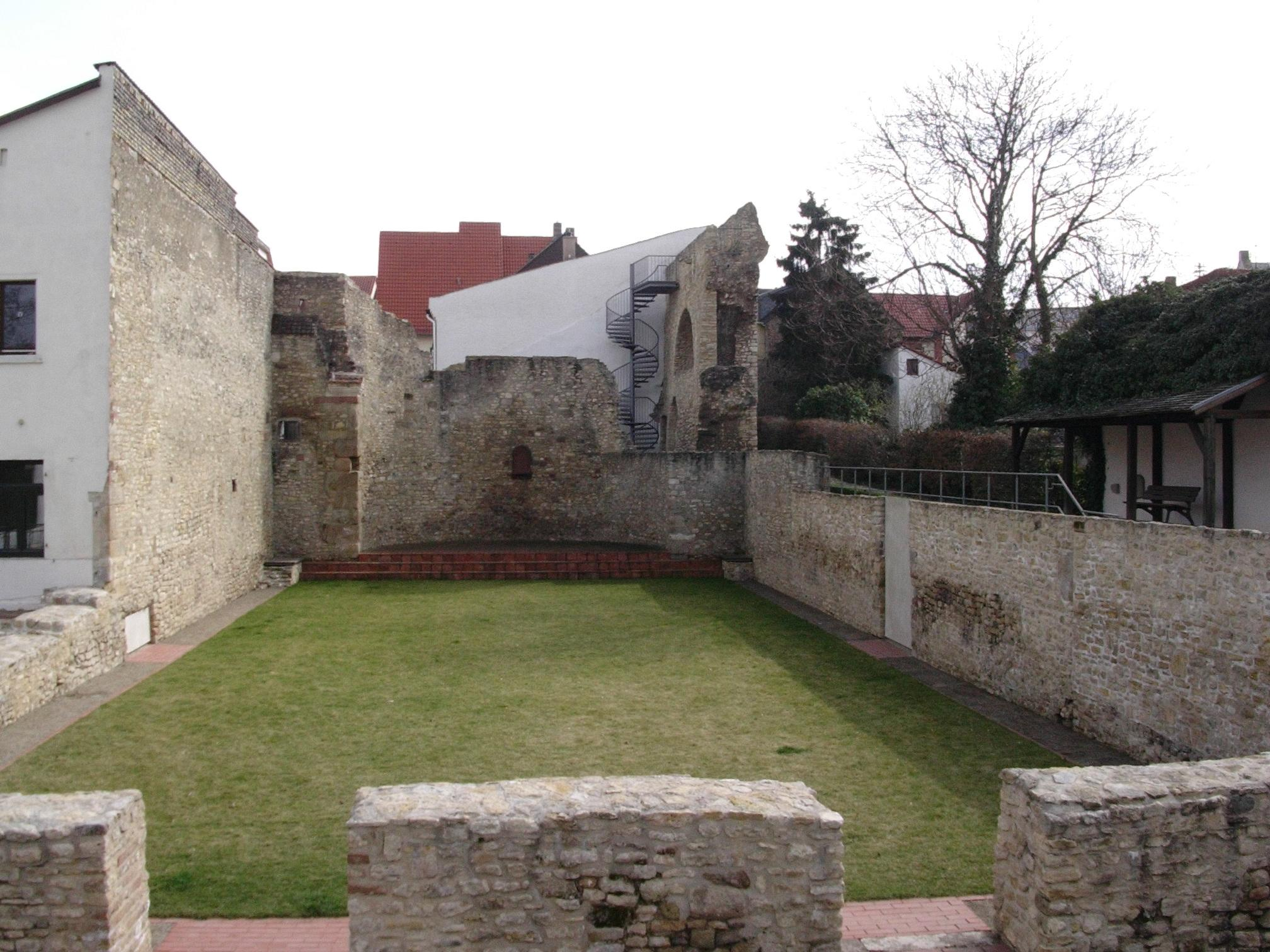
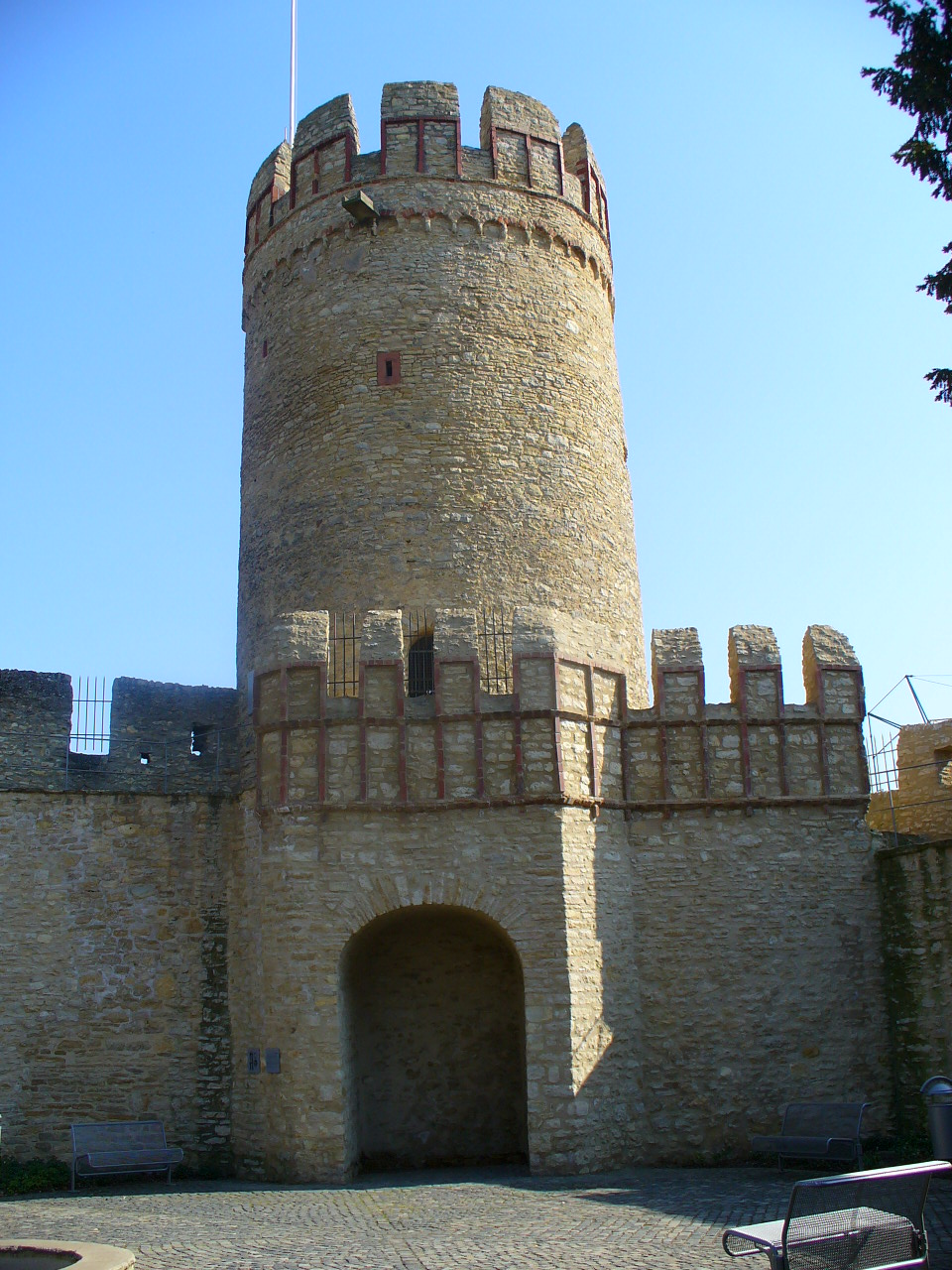
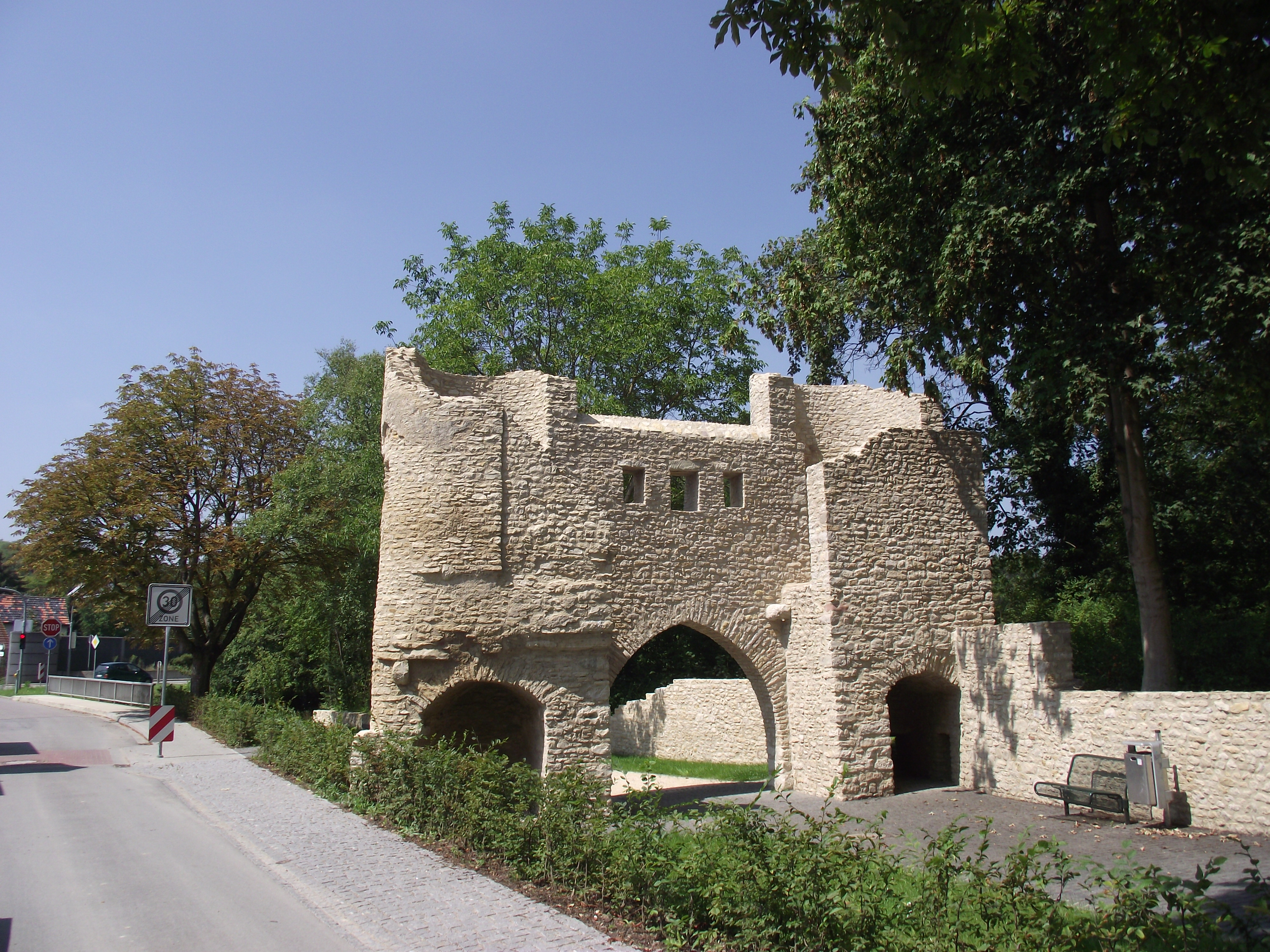
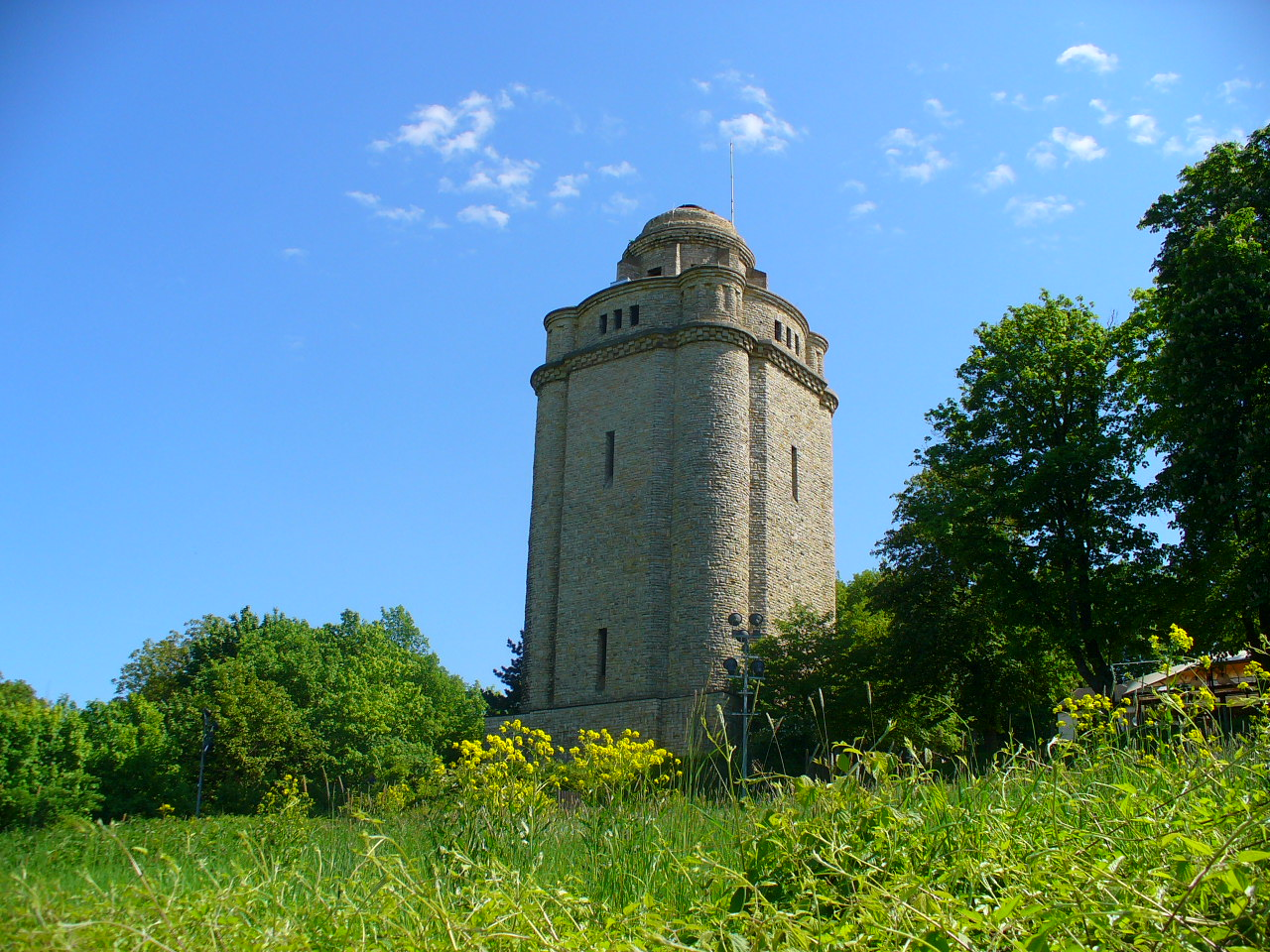